# 臺北市影視音實驗教育機構
臺北市影視音實驗教育機構（英語：Taipei Media School，簡稱TMS），由臺北市政府文化局與台北市文化基金會共同創辦，是一所培育影視音人才的非學校實驗教育機構，位於臺北市公館寶藏巖聚落。

## 簡介

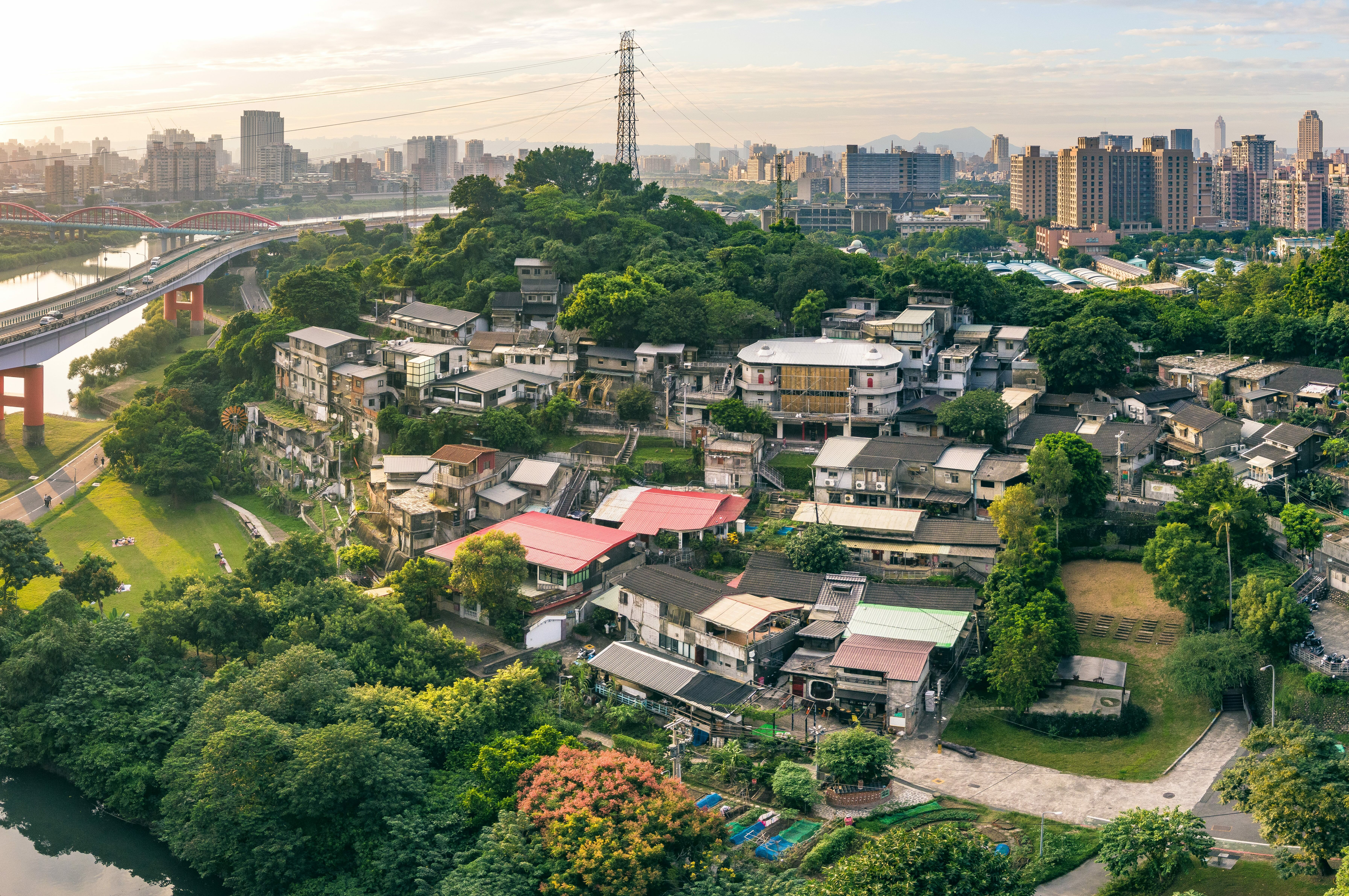
影視音實驗教育機構校園所在的寶藏巖聚落

臺北市影視音實驗教育機構為臺北市第一所立案的非學校型態實驗教育機構，專門培育影視及音樂幕後人才。2016年依《高級中等以下教育階段非學校型態實驗教育實施條例》第5條由台北市文化基金會辦學部籌設，向臺北市政府教育局申請立案。臺北市影視音實驗教育機構於2016年9月開學，一學年有四學季，當時兩學季學費新臺幣八萬元，2016年將招三個班、共收四十一位學生。2016年5月18日正式啟動招生，臺北市政府文化局團隊到寶藏巖舉辦第三次說明會，化解當地多數居民對臺北市影視音實驗教育機構進駐、校舍空間分配疑慮。

### 招生
依照《高級中等以下教育階段非學校型態實驗教育實施條例》，台北市影視音實驗教育機構每學年僅招收41位學生。
學生不限年齡，只要有國中相等學歷者，經評估興趣、動機與潛力後，面試後即可入學。然而第一屆學生出走三成，學校在107學年度招生上新增家庭晤談項目。目前學費兩學季為九萬8000元，扣除政府補助為六萬8000元。

### 校長
臺北市影視音實驗教育機構首屆校長是台北市文化基金會董事長小野。小野表示，他接任臺北市影視音實驗教育機構首屆校長是他欠臺北市市長柯文哲的人情，強調影視音實驗教育機構是讓學生做自己想做的事；若只想當社會定義的成功者，「千萬不要來報名。」

### 課程
台北市影視音實驗教育機構採大學選修制，上下課沒有鐘聲，上課地點則在台北市歷史聚落寶藏巖。一年分成兩學期、一學期兩個學季，有四次長假兩週。
現學校課程皆採大學選修制，分為七大領域學習，包含：國際行動力、自學力、體育、實習、影像、音樂及博雅。
強調自主學習，上課時能在課堂中自由走動，甚至直接在地板上討論功課。畢業後可取得高中同等學歷。

## 大學合作
影視音實驗教育機構陸續與多所國內外大學簽署合作備忘錄，包含日本映畫大學日本映畫大學、台北藝術大學、台灣藝術大學及台南藝術大學、韓國東亞放送藝術大學。
小野校長在2017年與日本映畫大學校長天願大介簽署合作備忘錄，映畫大學是一所日本唯一以「電影」為教育目的的大學。小野接受訪問時強調「台灣滿需要這種影視教育的交流」，盼促成台日學生跨國交流拍片技術與心得。
2018年2月26日，機構和北藝大、台藝大、南藝大簽署合作備忘錄，未來預計最快三月，不僅師資、課程交流共享，學生畢業後還能免考學測、有機會憑作品直升藝大。

## 爭議
2018年2月，民主進步黨台北市議員李慶鋒質詢時爆料，臺北市影視音實驗教育機構近1/3學生出走，及上課沒有桌椅，遭質疑績效差；前立法委員羅文嘉的女兒是出走學生之一。而台北市市長柯文哲緩頰，稱情況漸穩定。
李慶鋒發現，有家長不滿學校無課桌椅，1年多還沒改善，向校方反映課綱問題，還遭嗆不要干預；羅文嘉女兒也曾在臺北市影視音實驗教育機構就讀，念不到一學期即離開，還公開發文直指該校不符合標準：「有人因為之前看到我寫女兒進入前所實驗教育機構的文章，表示他們孩子也有興趣，為了負責與避免誤解，我必須說，我們選擇離開，是因為以我們的標準而言，該機構是不符合的。每個人標準不同、期待不同，所以仍請多了解、慎重評估。」
柯文哲表示，做一件事很難百分百符合所有人的期望，實驗學校基本精神就是實驗，有很高的失敗風險，有人喜歡、有人不喜歡。他強調，自己問過校長小野，第2屆出走學生已少很多了，第一次比較不穩定，慢慢修正就好，台灣是多元化社會，同一件事不可能所有人都說讚。
機構辦學部前主任陳怡光表示，第一屆學生大多數為高中重讀生，當初認為影視音是好選擇，後來發現不是他們的興趣，校方尊重他們的選擇；而第二屆多是應屆畢業生，2個學季下來，43名學生僅一位離開。

## 外部連結
- 台北市影視音實驗教育機構 （页面存档备份，存于）
- 臺北市影視音實驗教育機構的Facebook專頁
- TMS公關組的Facebook專頁